# Преријски бизон
Преријски бизон (лат. Bison bison bison) је једна од две подврсте америчког бизона (друга је шумски бизон). Највећа популација овог бизона настањује подручје Јелоустоунског националног парка.
Од шумског бизона разликују се по мањој маси и светлијој кожи. Мања крда ових животиња могу се видети по целој дивљини северноамеричке прерије.